# Daniel Appleton
Daniel Appleton, född 1785 och död 1849 var en amerikansk bokförläggare.
Appeltons i New York 1825 grundade och senare av hans sönder betydligt utvidgade bokförlag har utgett en rad viktiga encyklopedier.